# 廖時雨
廖時雨（14世紀—15世紀），湖廣辰州府黔陽縣人，明朝政治人物。

## 生平
廖時雨十歲能文，有神童名聲，是洪武十七年（1384年）甲子科湖廣鄉試舉人，十八年（1385年）聯捷乙丑科進士。授鉛山縣知縣，為政簡靜無所營建，一年後辭官回鄉，更以道學自重，遠近多人跟隨學習，寫下《綠野幽情集》流傳，死後入祀鄉賢祠。

## 引用
1. 1 2  同治《黔陽縣志·卷三十九·儒宿傳》：廖時雨，十歲能文，以神童著稱，登洪武乙丑進士，授鉛山縣令，簡默敦篤，泊然無所營，居官一載遽辭歸，益以道自重，遠近從學者甚眾，著有《綠野幽情集》行世，入祀鄉賢 舊志
2. ↑  同治《黔陽縣志·卷二十九·選舉表一》：進士…………廖時雨 （洪武）十八年乙丑科丁顯榜，鉛山縣知縣，祀鄉賢，有傳……舉人……廖時雨 （洪武）十七年甲子科，見進士